# Désaignes
Désaignes est une commune française, située dans le département de l'Ardèche en région Auvergne-Rhône-Alpes.
Les habitants sont appelés les Désaignois.

## Géographie

### Situation et description
La commune, traversée par le 45e parallèle nord, est de ce fait située à égale distance du pôle Nord et de l'équateur terrestre (environ 5 000 km).
Désaignes est une des plus vastes communes d'Ardèche avec 5 072 hectares de superficie. Située au cœur de la vallée du Doux, son bureau centralisateur de canton est Lamastre dont elle est limitrophe. La commune fait partie du parc naturel régional des Monts d'Ardèche.

### Climat
Pour des articles plus généraux, voir Climat d'Auvergne-Rhône-Alpes et Climat de l'Ardèche.
En 2010, le climat de la commune est de type climat méditerranéen altéré, selon une étude du CNRS s'appuyant sur une série de données couvrant la période 1971-2000. En 2020, Météo-France publie une typologie des climats de la France métropolitaine dans laquelle la commune est exposée à un climat de montagne ou de marges de montagne et est dans la région climatique Sud-est du Massif Central, caractérisée par une pluviométrie annuelle de 1 000 à 1 500 mm, minimale en été, maximale en automne.
Pour la période 1971-2000, la température annuelle moyenne est de 11,2 °C, avec une amplitude thermique annuelle de 17,1 °C. Le cumul annuel moyen de précipitations est de 1 141 mm, avec 7,9 jours de précipitations en janvier et 5,7 jours en juillet. Pour la période 1991-2020, la température moyenne annuelle observée sur la station météorologique de Météo-France la plus proche, « St-Agrève Rad », sur la commune de Saint-Agrève à 10 km à vol d'oiseau, est de 8,8 °C et le cumul annuel moyen de précipitations est de 1 044,3 mm,. Pour l'avenir, les paramètres climatiques de la commune estimés pour 2050 selon différents scénarios d'émission de gaz à effet de serre sont consultables sur un site dédié publié par Météo-France en novembre 2022.

### Hydrographie
Le territoire communal est traversé par le Doux, un affluent de la rive droite du Rhône, ainsi que par ses affluents, le Sumène et le Douzet.

### Voies de communication
Le territoire communal est traversé par l'ancienne route nationale 533, déclassée en route départementale 533. Cette route permet de relier Valence à Saint-Agrève.

## Urbanisme

### Typologie
Au 1er janvier 2024, Désaignes est catégorisée commune rurale à habitat dispersé, selon la nouvelle grille communale de densité à 7 niveaux définie par l'Insee en 2022.
Elle est située hors unité urbaine et hors attraction des villes,.

### Occupation des sols
L'occupation des sols de la commune, telle qu'elle ressort de la base de données européenne d’occupation biophysique des sols Corine Land Cover (CLC), est marquée par l'importance des forêts et milieux semi-naturels (63,8 % en 2018), une proportion sensiblement équivalente à celle de 1990 (64,3 %). La répartition détaillée en 2018 est la suivante : forêts (62 %), prairies (29,7 %), zones agricoles hétérogènes (5,5 %), milieux à végétation arbustive et/ou herbacée (1,8 %), zones urbanisées (1 %).
L'évolution de l’occupation des sols de la commune et de ses infrastructures peut être observée sur les différentes représentations cartographiques du territoire : la carte de Cassini (XVIIIe siècle), la carte d'état-major (1820-1866) et les cartes ou photos aériennes de l'IGN pour la période actuelle (1950 à aujourd'hui).

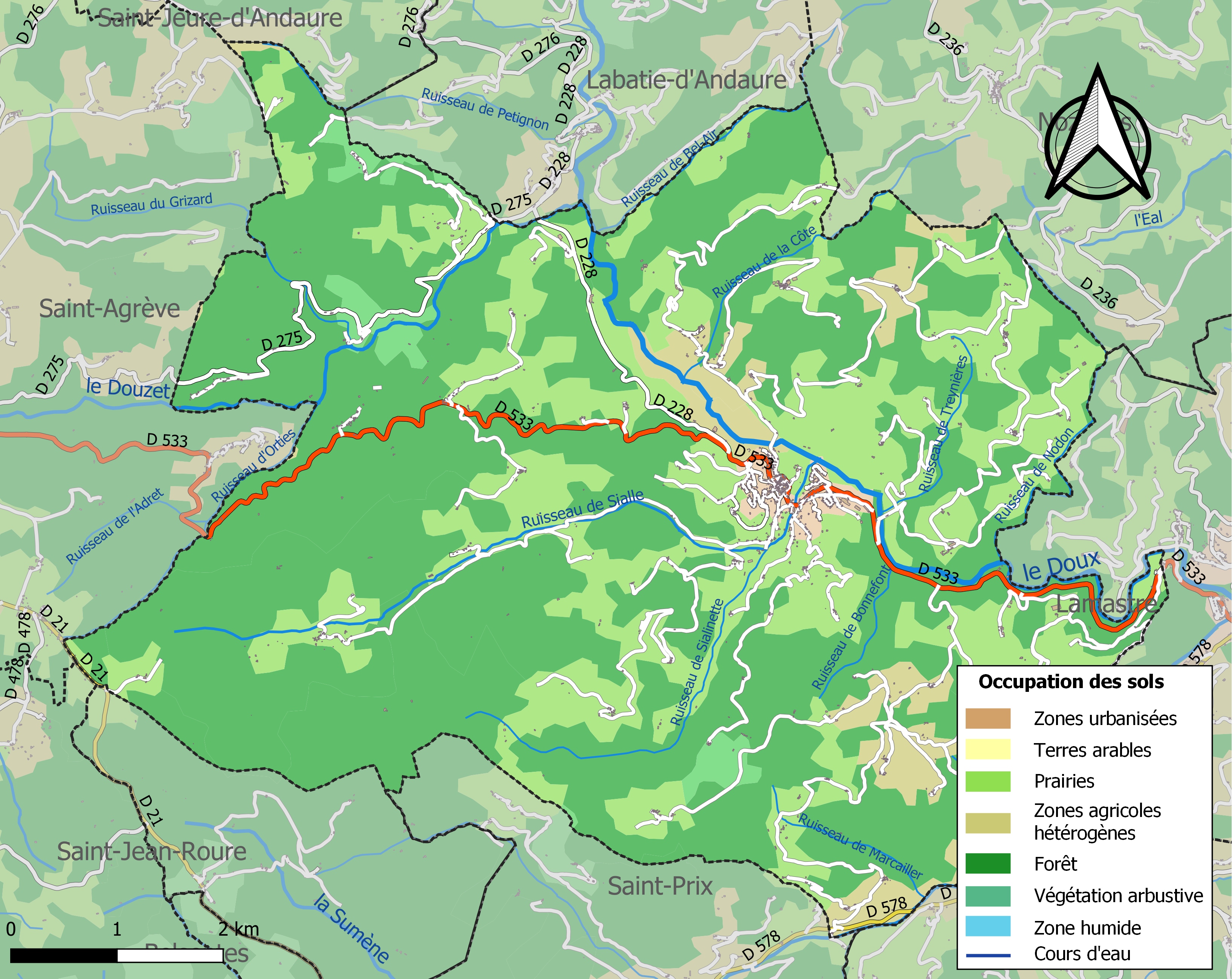
Carte des infrastructures et de l'occupation des sols de la commune en 2018 (CLC).

### Risques naturels

#### Risques sismiques
L'ensemble du territoire de la commune de Désaignes est situé en zone de sismicité no 2 (sur une échelle de 5), comme la plupart des communes situées sur le plateau et la montagne ardéchoise.
| Type de zone | Niveau           | Définitions (bâtiment à risque normal) |
| ------------ | ---------------- | -------------------------------------- |
| Zone 2       | Sismicité faible | accélération = 1,1 m/s2                |

## Histoire

### Antiquité
Durant l'Antiquité, le village se trouvait sur une piste naturelle qui, en suivant la vallée du Doux, remontait vers le plateau ardéchois et le centre de la Gaule. Une piste passait à Désaignes, « la voie des Marchands ». Les Gaulois semblent s'être installés dans la zone de Pré-Lacour et de Pujol, le long de la rivière du Syalles. On trouve encore aujourd'hui des débris de poteries, voire des fondations de maisons. L'emplacement de la commune se trouvait dans le territoire helvien qui fut soumis à Rome et inclus dans la Province Narbonnaise dès 121 avant J.-C. Les Romains entreprirent d'améliorer les pistes existantes. Des vestiges de leur présence ont été trouvés sur la commune (thermes, villas et sources d'eau minérale). De nouvelles découvertes archéologiques, mises au jour en 2010, attestent du passé romain de la commune de Désaignes.

### Moyen Âge
Aux temps féodaux, Désaignes et ses châteaux forts,,, relevaient d'abord de la seigneurie de Retourtour, exercée depuis le XIIe siècle au moins par la famille qui en portait le nom, puis par leurs continuateurs, les Tournon (car Jacques Ier de Tournon, † 1396 à Nicopolis, épousa en 1re noces en 1376 l'enfant Alix/Aélis, fille héritière de Briand III de Retourtour († 1379), disparue très jeune encore vers 1383/1385 sans avoir pu lui donner une postérité ; cependant les Tournon gardèrent l'héritage, Jacques Ier suivi de son propre frère Guillaume IV de Tournon et des descendants de ce dernier). En 1644, meurt au siège de Philippsbourg, sans postérité, Just-Louis II de Tournon, le dernier de la branche aînée : la succession des Tournon passe alors à ses cousins Lévis-Ventadour, jusqu'à Louis-Charles (1647-1717) et sa fille Anne-Geneviève de Lévis (1673-1727 ; princesse de Turenne puis de Soubise par ses deux mariages). Vers 1690/1691, Antoine-Marie de La Gruterie (un fief à Lamastre et Désaignes) de Maisonseule, achète la seigneurie de Désaignes ; il était aussi baron de Lamastre, seigneurie que possédait déjà son grand-père Claude de la Gruterie de Maisonseule vers le milieu du XVIIe siècle ; il se fait détester par ses parents, voisins et « sujets » pour sa dureté et meurt sans postérité en 1730. Les La Gruterie de Maisonseule furent continués à Désaignes et Lamastre (voir des sources et des précisions à cet article) par des descendants en ligne féminine, les Chevriers (famille du Mâconnais et du Lyonnais) puis les Grollier ; le dernier seigneur-baron de Lamastre, Désaignes et Maisonseule, le marquis Pierre-Louis de Grollier (1730-guillotiné ou fusillé en décembre 1793 aux Brotteaux de Lyon pour avoir rejoint l'insurrection lyonnaise), aussi marquis de Treffort et Pont-d'Ain, était le mari de la peintre Charlotte-Sophie de Fuligny-Damas.
Depuis le début du XVe siècle au moins et probablement avant, la famille de Meyres avait des droits sur le/les château(x) de Désaignes (par don, vente ou investiture de fief ?) et prêtait l'hommage aux Retourtour puis aux Tournon et à leurs successeurs ; ainsi, vers 1423, Helmorgis de Grolée, veuve en 1415 dudit Guillaume IV de Tournon, permettait à Jean de Meyres de réédifier et d'agrandir une tour de l'ensemble castral de Désaignes ; on peut donc les qualifier de châtelains (mais pas seigneurs) de Désaignes : même s'ils avaient des possessions importantes, fiefs, cens et autres revenus, fortifications… à Désaignes, les de Meyres n'étaient pas maîtres de la seigneurie-baronnie, qui restait en toute domination et suzeraineté aux Tournon, aux Lévis, puis aux La Gruterie de Maisonseule : ils jouissaient seulement de l'important bien castral avec les droits afférents qu'on vient d'évoquer, le fief de Meyres, et d'un autre fief, le Vergier. Les de Meyres semblent appartenir aux fidèles des Retourtour depuis le milieu du XIVe siècle au moins (cités en 1340, 1352 ; en 1368, Pons de Meyres est le bailli de Briand III de Retourtour à Bourg-Argental après avoir été substitut au bailliage royal de Bourcieu en 1356, et il teste en 1374), puis à l'entourage des Tournon. Cependant, le fief de Meyres et celui du Vergier passèrent à une branche cadette des Tournon par le mariage en 1494 de l'héritière Marguerite de Meyres (fille de Rodet, fils de Pierre, fils lui-même de Jean de Meyres rencontré plus haut comme un loyal vassal de la douairière de Tournon, Helmorgis de Grolée), avec Alexandre, fils naturel — légitimé en 1499 — de Jacques II de Tournon et d'Antoinette de Saint-Priest : d'où les Tournon de Meyres et du Vergier, aussi héritiers d'un autre bien des Tournon, Retourtour : seigneuries qu'on retrouve ensuite chez leurs descendants, dont les Tournon-Simiane (Pour compliquer les choses, dans la 1re moitié du XVIIe siècle un ou plusieurs sires François de Tournon de Meyres eurent même par acquisition la baronnie de Lamastre (1603), échue ensuite aux La Gruterie de Maisonseule en la personne de Claude de La Gruterie comme vu plus haut).
Désaignes s'est développée au Moyen Âge. Il s'agissait d'un des bourgs les plus importants du Vivarais, puisqu'il comptait près de 3 000 habitants intra-muros, pour seulement 1 182 aujourd'hui sur toute la commune dont cinq cent dans le village. Le village fut par la suite marqué par les guerres de Religion, et la Résistance lors de la Seconde Guerre mondiale. Son déclin au cours du XXe siècle est dû au fait que le train qui devait passer par Désaignes s'est finalement arrêté à Lamastre, 7 km plus bas. C'est donc cette localité qui a profité de cet atout pour se développer.

## Politique et administration

### Liste des maires
| Période                                  | Période                   | Identité            | Étiquette | Qualité     |
| ---------------------------------------- | ------------------------- | ------------------- | --------- | ----------- |
| Les données manquantes sont à compléter. |                           |                     |           |             |
| mars 1977                                | mai 2020                  | Marc Bard           | DVG       | Artisan     |
| mai 2020                                 | En cours (au 6 août 2020) | François Soubeyrand | DVD       | Agriculteur |

### Jumelages
- Tazlău (Roumanie)

## Population et société

### Démographie
L'évolution du nombre d'habitants est connue à travers les recensements de la population effectués dans la commune depuis 1793. Pour les communes de moins de 10 000 habitants, une enquête de recensement portant sur toute la population est réalisée tous les cinq ans, les populations de référence des années intermédiaires étant quant à elles estimées par interpolation ou extrapolation. Pour la commune, le premier recensement exhaustif entrant dans le cadre du nouveau dispositif a été réalisé en 2004.

En 2022, la commune comptait 1 145 habitants, en évolution de +5,34 % par rapport à 2016 (Ardèche : +2,48 %, France hors Mayotte : +2,11 %).
| 1793  | 1800  | 1806  | 1821  | 1831  | 1836  | 1841  | 1846  | 1851  |
| ----- | ----- | ----- | ----- | ----- | ----- | ----- | ----- | ----- |
| 3 340 | 3 055 | 2 807 | 3 320 | 3 595 | 3 554 | 3 947 | 3 846 | 3 953 |

| 1856  | 1861  | 1866  | 1872  | 1876  | 1881  | 1886  | 1891  | 1896  |
| ----- | ----- | ----- | ----- | ----- | ----- | ----- | ----- | ----- |
| 3 843 | 3 881 | 3 941 | 3 742 | 3 508 | 3 609 | 3 671 | 3 600 | 3 683 |

| 1901  | 1906  | 1911  | 1921  | 1926  | 1931  | 1936  | 1946  | 1954  |
| ----- | ----- | ----- | ----- | ----- | ----- | ----- | ----- | ----- |
| 3 641 | 3 414 | 3 162 | 2 567 | 2 583 | 2 367 | 2 315 | 2 027 | 1 735 |

| 1962  | 1968  | 1975  | 1982  | 1990  | 1999  | 2004  | 2006  | 2009  |
| ----- | ----- | ----- | ----- | ----- | ----- | ----- | ----- | ----- |
| 1 672 | 1 482 | 1 284 | 1 182 | 1 087 | 1 105 | 1 132 | 1 154 | 1 182 |

| 2014  | 2019  | 2022  | - | - | - | - | - | - |
| ----- | ----- | ----- | - | - | - | - | - | - |
| 1 093 | 1 162 | 1 145 | - | - | - | - | - | - |

### Enseignement
La commune est rattachée à l'académie de Grenoble.

### Manifestations culturelles et festivités
- Les Castagnades, sont chaque année l'occasion de fêter la châtaigne.
- Concert Zik en Dez : en avril.
- Trail l'Ardéchois : vers les mois d'avril-mai, grande course pédestre de montagne.
- Fête de la musique : 21 juin.
- Festival de musique traditionnelle : début juillet, plein air et entrée libre.
- Fête Médiévale : deuxième week-end d'août, manifestation sur deux journées avec  des spectacles, un marché d’artisanats et producteurs,des jeux médiévaux, un repas et un spectacle pyrotechnique le soir.

### Médias
La commune est située dans la zone de distribution de deux organes de la presse écrite :
- L'Hebdo de l'Ardèche, journal hebdomadaire français basé à Valence et diffusé à Privas depuis 1999 et couvrant l'actualité de tout le département de l'Ardèche ;
- Le Dauphiné libéré, journal quotidien de la presse écrite française régionale distribué dans la plupart des départements de l'ancienne région Rhône-Alpes, notamment l'Ardèche. La commune est située dans la zone d'édition d'Annonay-Nord Ardèche.

### Cultes
La communauté catholique et l'église paroissiale Desaignes (propriété de la commune) dépendent de la paroisse  « Saint Basile Entre Doux et Dunière » dont la maison paroissiale, située à Lamastre, est rattachée au diocèse de Viviers.

## Culture locale et patrimoine

### Lieux et monuments
- Le château de Désaignes, qui date du XIVe siècle. Parmi ses éléments d'architecture : un escalier à vis, une chapelle et de belles cheminées. Le musée municipal est aujourd'hui installé dans ses murs et ses caves accueillent un point de présentation et de dégustation des produits régionaux. Le musée reprend des éléments de la vie rurale d'autrefois ainsi que l'histoire du village. Du côté ouest du château, le long de la rue des Remparts se trouve une grille mobile en fer forgé classée monument historique.
- Trois châteaux privés des XVe et XVIe siècles.

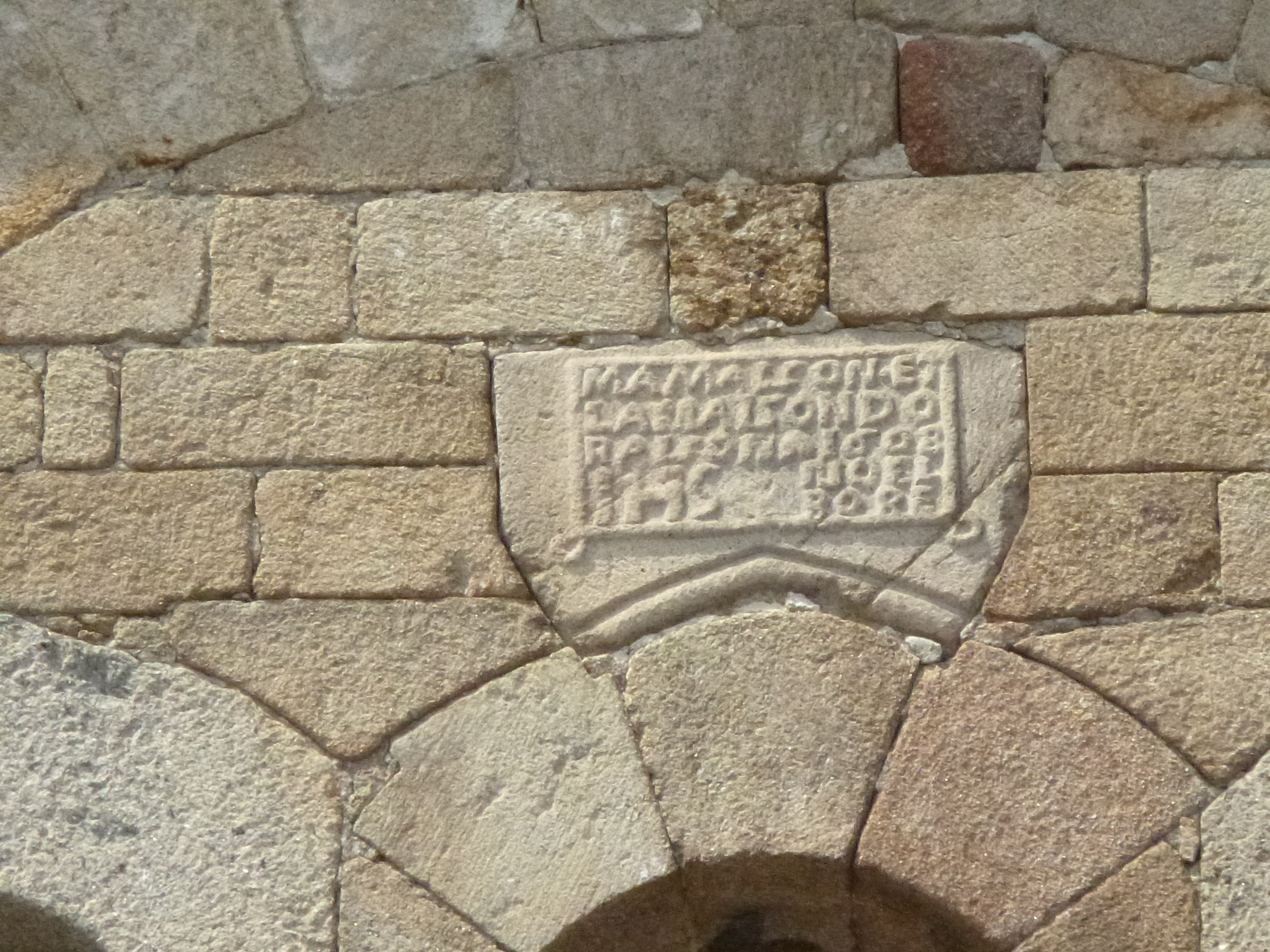
Bloc sculpté provenant de l'ancienne église. Inscription : « Ma maison est la maison d'oraison A 1608 Noel Bore[l] IHS ».

- Temple protestant : au centre du bourg, il est adossé à la forteresse du XIe siècle dont il a gardé le donjon pour clocher. Construit entre 1820 et 1844, il remplace un premier temple détruit en 1684 sur ordre de l'évêque de Valence. on peut y voir de belles fenêtres romanes ainsi qu'une pierre gravée, provenant du premier temple et placée au-dessus de la porte : « Ma maison est la maison d'oraison ». L'aula du XIIIe siècle de la forteresse a été englobé dans le temple en 1822[29].
- Église Saint-Pierre de Désaignes de style roman et néo-roman.
- Nombreux fragments du rempart qui entourait jadis la ville.
- Portes médiévales : la porte du Bourg de l'homme (classée monument historique), la porte Fornat et la porte Janot.
- Fontaine Barbière.
- Ponts : du Buisson (1746), de la Fabrique ou du Massoire (1886) et du Syalles (1900).
- Fermes et hameaux typiques de l'habitat rural dispersé.
- Culture en  terrasses.

Le village est inscrit au patrimoine historique depuis 1972 et labellisé Village de caractère depuis 2007.

### Personnalités liées à la commune
- Rémy Chazallon (1802-1872), inventeur du calendrier mondial des marées, député de l'Ardèche en 1848 et  officier de la Légion d'honneur en 1862.
- Suzanne Hiltermann-Souloumiac, résistante française.
- Conrad Kilian, géologue et découvreur du pétrole saharien.

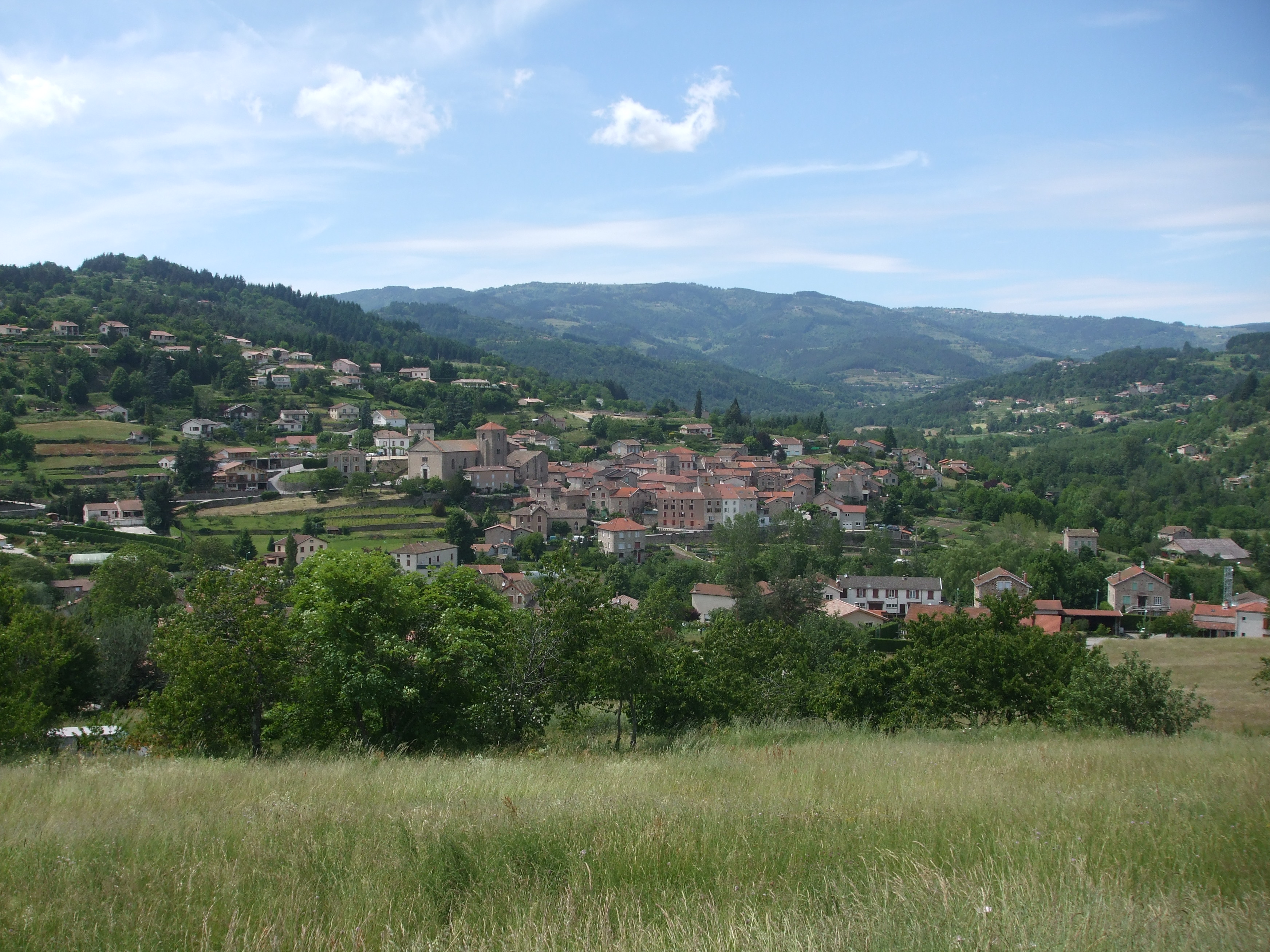
Le village vu de la Vierge.

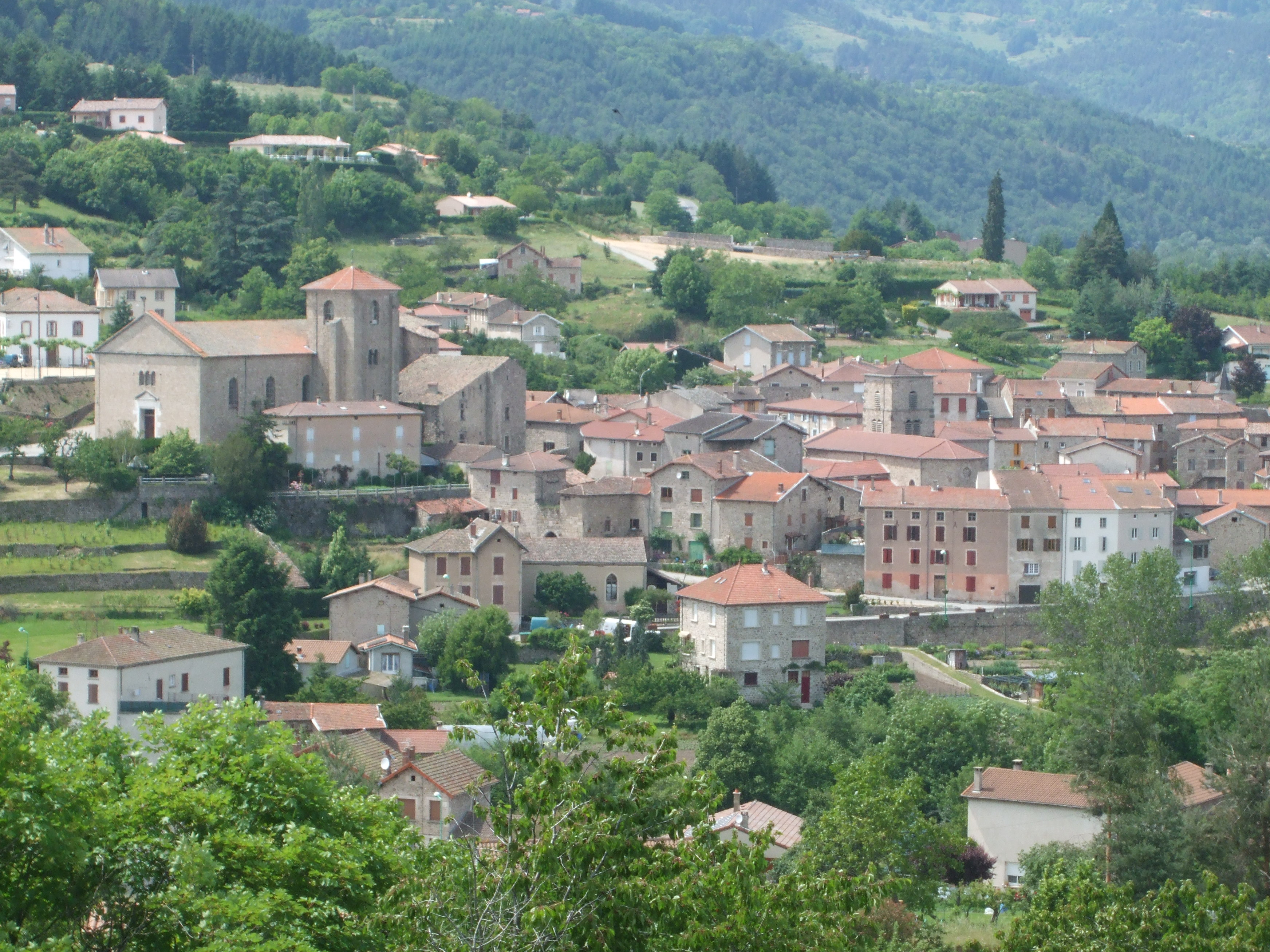
Vue générale : le temple, le château et l'église.

Quelques photos de divers lieux et sites de Désaignes
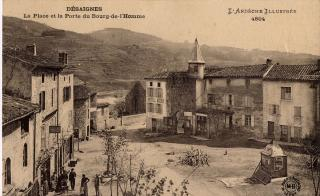
Carte postale.
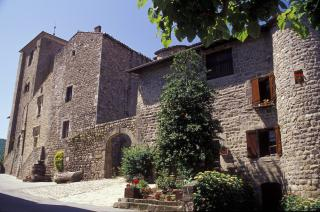
Château du XIVe siècle.
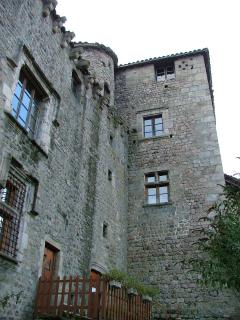
Cour d'honneur du château.
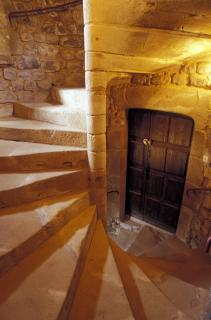
Escalier à vis du château.
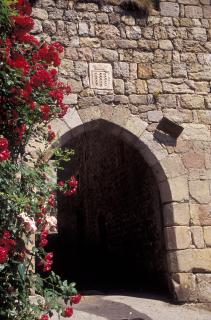
Porte Fornat.
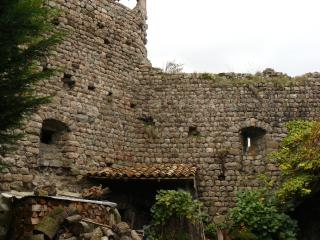
Remparts.
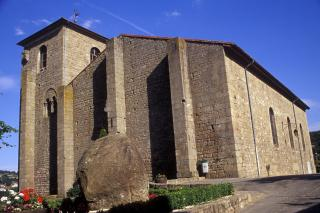
« Temple de Diane ».
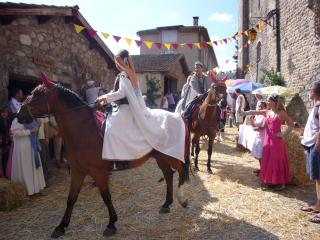
Fête médiévale.
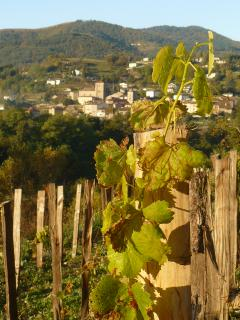
Vignes.

### Héraldique
|  | Désaignes possède des armoiries dont l'origine et le blasonnement exact ne sont pas disponibles. |